# Linda Allen (Wirtschaftswissenschaftlerin)
Linda Allen (* 3. Mai 1954) ist eine US-amerikanische Wirtschaftswissenschaftlerin.
Allen war von 1987 bis 1989 an der School of Business der Hofstra University in Hempstead tätig. Ihren PhD erwarb sie 1984 an der New York University. Seit 1989 ist sie mit einer Unterbrechung Professorin für Finanzwissenschaften an der Zicklin School of Business am Baruch College der City University of New York. Ihr Arbeitsschwerpunkt ist die Rolle der Finanzinstitutionen für die Entwicklung der Finanzmärkte und des Risikomanagements.
1997 war sie an der Columbia University tätig. Sie ist Mitherausgeberin des Journal of Banking and Finance.